# Malå (Gemeinde)
Koordinaten: 65° 11′ N, 18° 45′ O

Malå ist eine Gemeinde (schwedisch kommun) in der schwedischen Provinz Västerbottens län und der historischen Provinz Lappland. Der Hauptort der Gemeinde ist Malå.
Weitere Orte sind Adak, Aspliden, Rentjärn, Rökå sowie das Sommerlager Koppsele. Durch die Gemeinde führt die Regionalstraße 370. Sie ist Stand 2018 die bevölkerungsweise sechstkleinste Gemeinde Schwedens.
Ein Beispiel berühmte Persönlichkeiten der Gemeinde ist Stor-Stina, auch als Långa Lapplickan (das Lange Samemädchen) bekannt.

## Sehenswürdigkeiten
- Heimat- und Samimuseum
- 1960er-Museum
- Museum Göta & Verner, das den Lebensstil um 1910 zeigt
- In Kristineberg an der Grenze zur Gemeinde Lycksele befindet sich 90 m unter Tage eine unterirdische Kirche (siehe Lycksele (Gemeinde))

## Politik
Größte Partei ist, außer 2006, immer die Schwedischen Sozialdemokraten (SAP) gewesen, welche bei jeder Wahl in den 1980er Jahren eine Mehrheit bekam.
Nach dem Sieg der neugegründeten Partei Malålistan im Jahr 2006 regierte diese für vier Jahre in einer Rechtskoalition, im ganzen Land nach dem Erfolg Fredrik Reinfelds und seiner Allianz für diese Amtszeit typisch, mit der Volkspartei, Zentrumspartei und Christdemokraten.
Seit 2010 regieren wieder die Sozialdemokraten, zusammen mit der Linkspartei.